# Битка при нос Матапан
Битката при нос Матапан от 27 – 29 март 1941 година е морска битка край нос Матапан в Средиземно море по време на Битката за Средиземно море през Втората световна война.
В края на март британското радиоелектронно разузнаване открива група италиански кораби, навлезли необичайно далеч на изток в Средиземно море. Те са нападнати от британски и австралийски кораби, охраняващи прехвърлянето на съюзнически войски към Гърция. След няколкодневни бойни действия Съюзниците потопяват няколко италиански кораба и тежко повреждат няколко други, включително флагманския линеен кораб на групата. Битката е най-тежкото поражение на италианския флот по време на войната и силно ограничава активността му през следващите две години.